# Andy Levin

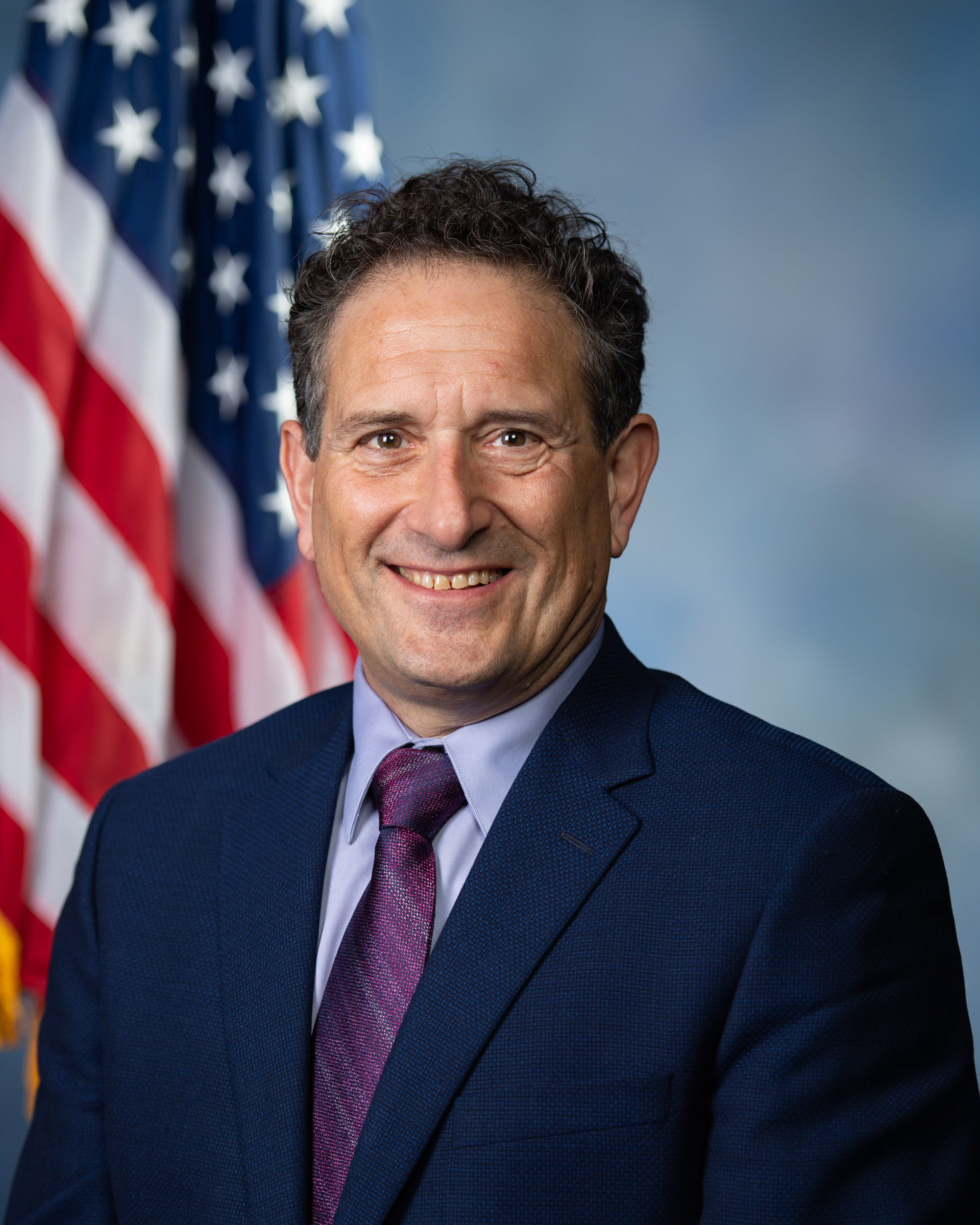
Andy Levin (2019)

Andrew „Andy“ Saul Levin (* 10. August 1960 in Detroit, Michigan) ist ein US-amerikanischer Anwalt, Unternehmer und Politiker der Demokratischen Partei. Er vertrat von 2019 bis 2023 den neunten Distrikt des Bundesstaats Michigan im Repräsentantenhaus der Vereinigten Staaten. Er folgte direkt seinem Vater Sander Martin Levin in diesem Amt.

## Leben
Andrew Levin ist der Sohn des ehemaligen Abgeordneten des Repräsentantenhauses Sander Martin Levin und Vicki Schlafer. Er hat zwei Schwestern und einen Bruder. Sein Onkel war der langjährige Senator Carl Milton Levin.
Levin schloss das Williams College mit einem Bachelor ab, erhielt seinen Master in Asiatischen Sprachen an der University of Michigan und 1994 den Juris Doctor an der Harvard Law School. Er war zwischen 2007 und 2011 in verschiedenen Positionen bei der Handels-Gewerkschaft tätig. Er gründete das Erneuerbare-Energieunternehmen Levin Energy Partners LLC und ist Präsident von Lean & Green Michigan.

## Politische Karriere
Andy Levin kandidierte 2006 für den 13. Sitz im Senat von Michigan, die Wahl verlor er mit 0,6 Prozentpunkten Rückstand (776 Stimmen) gegen den Republikaner John Pappageorge.
Die Gouverneurin Jennifer Granholm ernannte Levin 2007 zum stellvertretenden Direktor der Michigan Department of Licensing and Regulatory Affairs (Abteilung für Energie, Arbeit und Wirtschaftswachstum, DELEG). Er beaufsichtigte das „No Worker Left Behind“-Programm, das Arbeitslosen Arbeitsschulungen bot.
2009 ernannte ihn Granholm zum Chief Workforce Officer und von 2010 bis 2011 war er stellvertretender Direktor von DELEG.
Andy Levin gewann die demokratischen Vorwahlen zum neunten Distrikt im Repräsentantenhaus der Vereinigten Staaten mit 52,4 Prozent der Stimmen gegen Ellen Lipton, die 42,4 Prozent errang. Er konnte auch die allgemeinen Wahlen am 6. November 2018 mit 59,7 Prozent der Stimmen gegen Candius Stearns von der Republikanischen Partei sowie Andrea Kirby und John McDermott gewinnen. Nach dem Sieg bei der Wahl 2020 lief seine Legislaturperiode im Repräsentantenhaus des 117. Kongresses bis zum 3. Januar 2023. Die Primary (Vorwahl) seiner Partei am 2. August 2022, nunmehr für den elften Wahlbezirk, gegen Haley Maria Stevens, welche diesen Sitz bereits innehatte, konnte er nicht gewinnen. Er schied daher am 3. Januar 2023 aus dem Repräsentantenhaus aus.

### Ausschüsse
Zuletzt war er Mitglied in folgenden Ausschüssen des Repräsentantenhauses:
- Committee on Education and Labor
  - Early Childhood, Elementary, and Secondary Education
  - Health, Employment, Labor, and Pensions
- Committee on Foreign Affairs
  - Asia, the Pacific, Central Asia, and Nonproliferation
  - Western Hemisphere, Civilian Security, Migration, and International Economic Policy